# Bătălia de la Brașov (1611)
Bătălia de la Brașov (1611), sau A doua bătălie de la Brașov, a avut loc la 10 iulie 1611 între armata Țării Românești condusă de Radu Șerban și armata Principatului Transilvaniei comandată de Gabriel Báthory. 

## Context
În toamna anului 1604 Radu Șerban a restabilit pacea cu Imperiul Otoman, tributul fiind fixat la 32.000 de galbeni.. Pericolul din nord continua însă să fie de actualitate, principele Transilvaniei, Gabriel Báthory, dorea să-și extindă influența asupra Țării Românești și Moldovei deși încheiase un tratat cu domnul muntean la 31 mai 1608. Astfel, la începutul anului 1611 armata transilvăneană trece munții și ocupă orașul Târgoviște la 26 ianuarie. Radu Șerban, împreună cu armata și boierii fideli, se refugiază în Moldova, la curtea domnului Constantin Movilă. Nerecunoscut de Poartă Báthory se retrage în Transilvania iar sultanul îl instalează pe Radu Mihnea pe tron în încercarea de a-și redobândi dominația asupra Țării Românești, pierdută în urma acțiunilor lui Mihai Viteazu.

## Desfășurarea bătăliei
În iunie 1611 Radu Șerban revine în Țara Românească cu ajutor militar din Moldova și își recapătă tronul, Mihnea refugiindu-se în cetatea otomană Giurgiu. În iulie armata munteană s-a îndreptat spre valea Teleajenului traversând munții pe un drum comercial (prin Schiulești și Plaiul Șerban Vodă) necorespunzător pentru o forță militară. Ajunsă la nord de Brașov, armata munteană s-a așezat pe o singură linie, cu călăreții roșii, boierii și infanteria munteană în centru, flancată de trupe de moldoveni. Un detașament de 1300 de husari polonezi a fost păstrat în rezervă, ascuns lângă moara de hârtie a orașului. În total, Șerban avea la dispoziție între 8.000 și 11.000 de soldați în timp ce armata transilvăneană avea un efectiv dublu.
Lupta a început cu un duel de artilerie și achebuze după care cele două armate au pornit la atac concomitent. Sub presiunea cavaleriei transilvănene, trupele muntene au început să cedeze teren și să sufere pierderi grele, Radu Șerban fiind rănit. În acel moment husarii polonezi au atacat flancul drept și spatele armatei principelui. Centrul transilvănean s-a retras fără luptă, fiind urmat de soldații din flancul drept însă flancul stâng, inițial victorios, a fost lovit puternic de contraatacul lui Radu Șerban și în mare parte nimicit. Fiind în pericol de a fi încercuit complet, Gabriel Báthory ordonă retragerea spre nord.
„ Observară polonii cum că valahii sunt strâmtorați și le veniră îndată în ajutor încât Báthory era grozav de speriat și a fugit la o parte”— Mihai Seybriger
„ Și deateră războiu mare în ziua de Sf. Petru și birui pe vrăjmașu lui, pe Bátor Gabor și multe trupuri fură tăiate de oastea lui, făcându-se din dânșii o movilă mare în lunca Brașovului ”— Cronica Țării Românești
Pierderile suferite de armata transilvăneană s-au ridicat la 10.000 de oameni (și 120 de steaguri confiscate) în timp ce Radu Șerban a pierdut circa 4.000 de soldați. În ciuda victoriei, între timp, otomanii l-au instalat din nou pe Radu Mihnea pe tron iar Radu Șerban se refugiază mai întâi în Moldova iar apoi în Imperiul Habsburgic unde va muri în martie 1620.